# Autologní transplantace kmenových buněk při ICHDK
Autologní transplantace kmenových buněk při ischemické chorobě dolních končetin, tedy odebraných přímo od pacienta, je experimentální terapeutická metoda používaná v léčbě kritické končetinové ischemie. Nejde o metodu schválenou pro použití v klinické medicíně. Názory na klinickou efektivitu této metody se liší. Zatímco zastánci metody demonstrují spíše řady kazuistik, odpůrci poukazují na značně spekulativní předpokládaný mechanismus účinku a na velmi špatnou metodologickou úroveň dosud realizovaných studií. 

## Princip metody
Jedná se tedy o autologní transplantaci koncentrátu kostní dřeně. Závěry publikovaných studií se shodují na úspěšnosti ve výši mezi 60 % až 70 % v tzv. tvrdých end-pointech (amputace a zhojení končetiny). Součástí světového týmu, který tuto novou metodu vyvinul, je český lékař MUDr. Václav Procházka, Ph. D. z FN Ostrava.
Medoda využívá diferenciačního potenciálu dospělých kmenových buněk a jejich schopnosti vytvářet nové cévy skrze proces angiogeneze tj. neovaskularizace. Cílem je vyvolat angiogenezi a vaskulogenezi, které by odstranily ischemii a hypoxii, zlepšily prokrvení a látkovou výměnu, a tím by zabránily amputaci končetiny. Tento děj se uplatňuje například při hojení ran. Skrze kaskádu růstového hormonu patřícího do rodiny VEGF dojde ke stimulaci pericytů, buněk hladké svaloviny a endotelových buněk, až se vytvoří samotná nová drobná céva. Dospělé kmenové buňky je možno získat z kostní dřeně, z tukové tkáně, pupečníkové krve, z pupečníku, placenty, aj.
Samotná metoda představuje výkon trvající méně než jednu hodinu, který je ale závislý na zkušenostech lékaře. Nejprve je pacientovi odebráno 240 ml kostní dřeně z lopaty kosti kyčelní standardní Yamshiddiho technikou. Po zpracování je následně provedena 15minutová separace gradientní densitní centrifugací na přístrojích technologie Harvest SMARTPrep2. Po oddělení erytrocytů je separát aspirován do přiložených stříkaček (o objemu vzorku 40 ml) a ihned aplikován 40 vpichy do bérce (hluboko, nitrosvalně) a 5 vpichy okolo defektu. Poté je končetina zabandážována.

### Průběh operace autologní transplantace

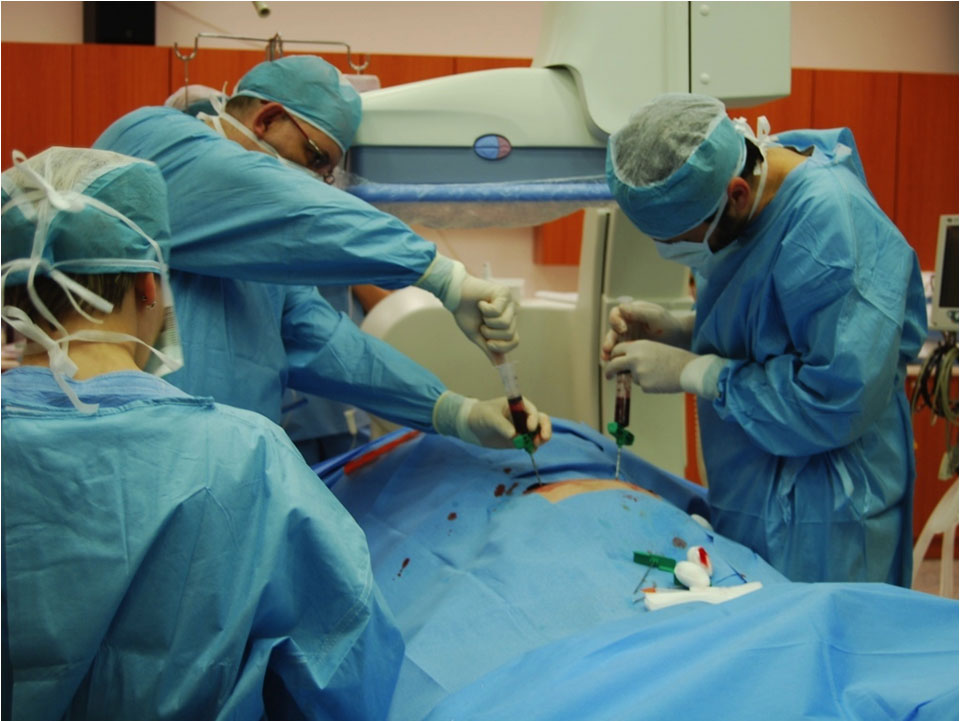
Nejprve je pacientovi odebráno 240 ml kostní dřeně z lopaty kosti kyčelní standardní Yamshiddiho technikou.
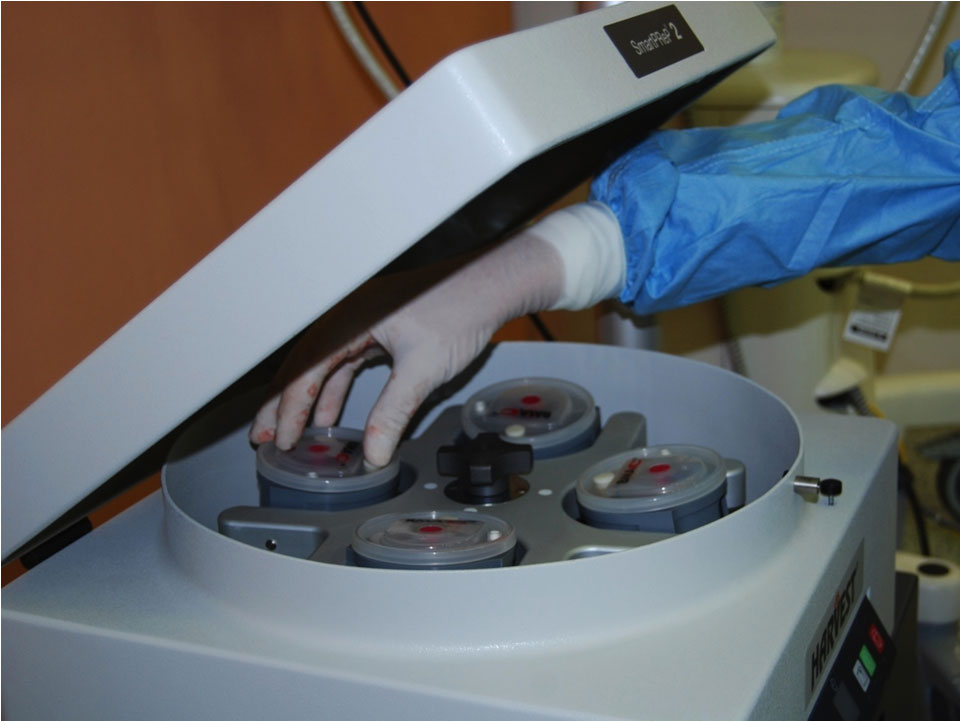
15 minutová separace gradientní densitní centrifugací na přístrojích technologie Harvest SMARTPrep2
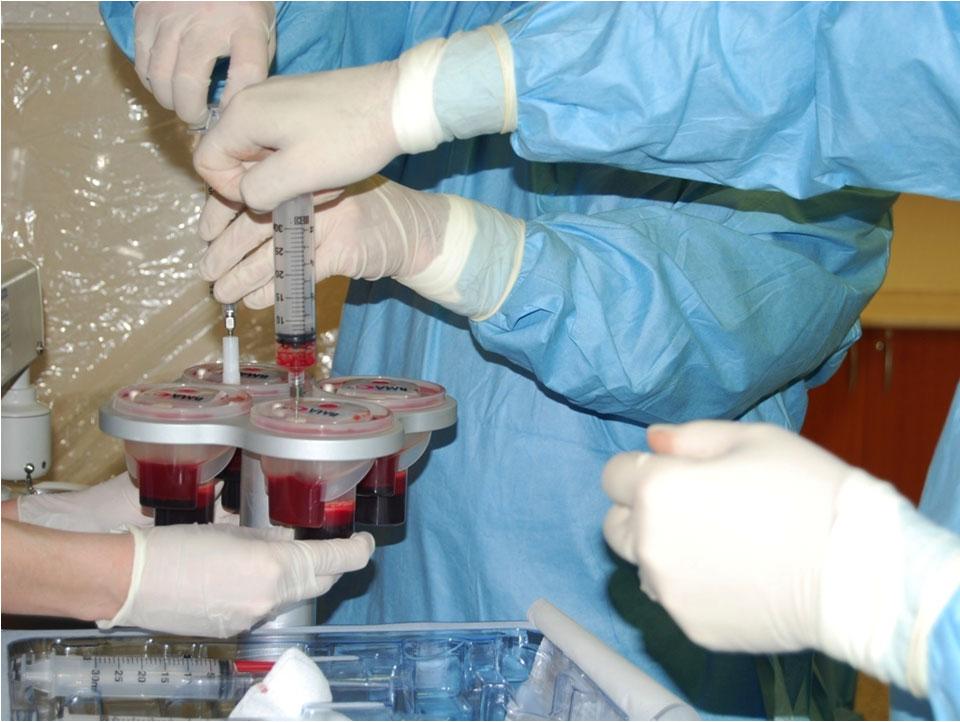
Po oddělení erytrocytů je separát aspirován do přiložených stříkaček (o objemu vzorku 40ml)…
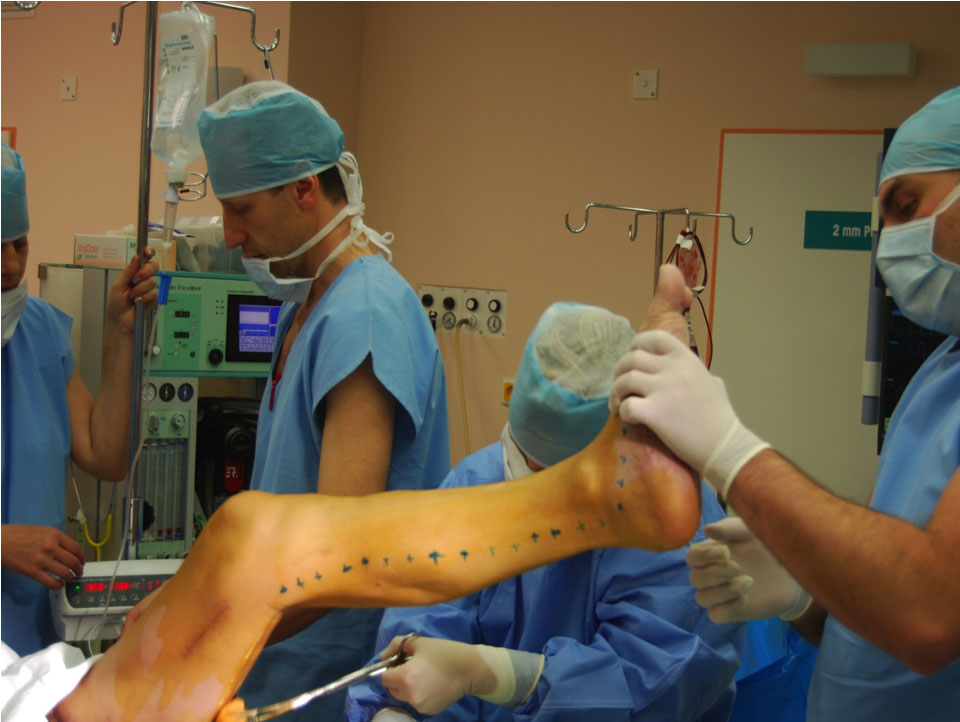
…a ihned aplikován 40 vpichy do bérce (hluboko, nitrosvalně)…
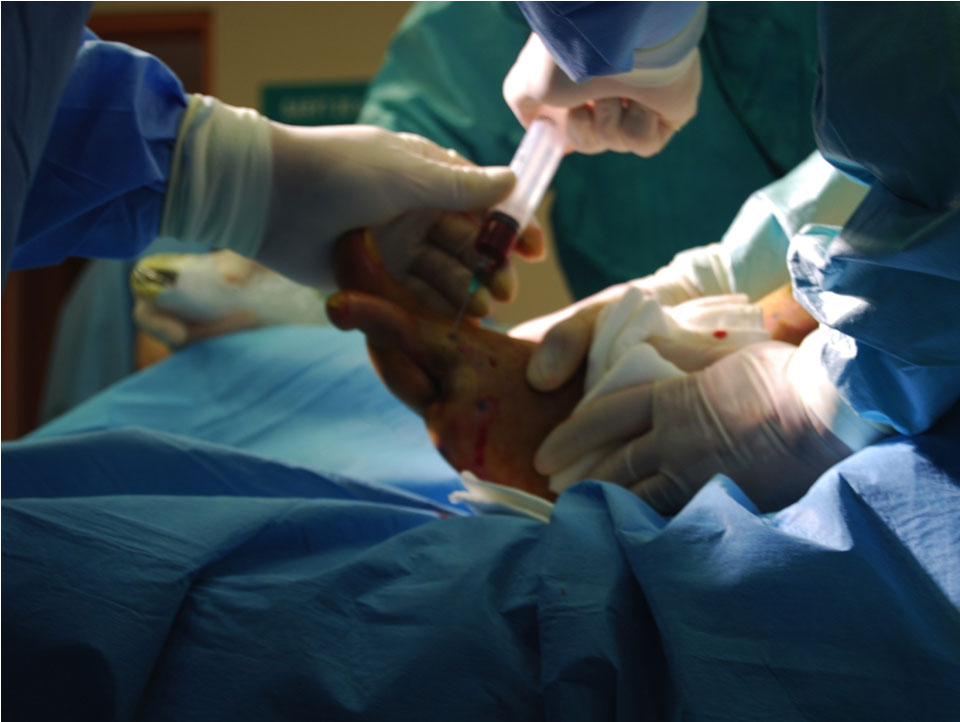
…a 5 vpichy okolo defektu.
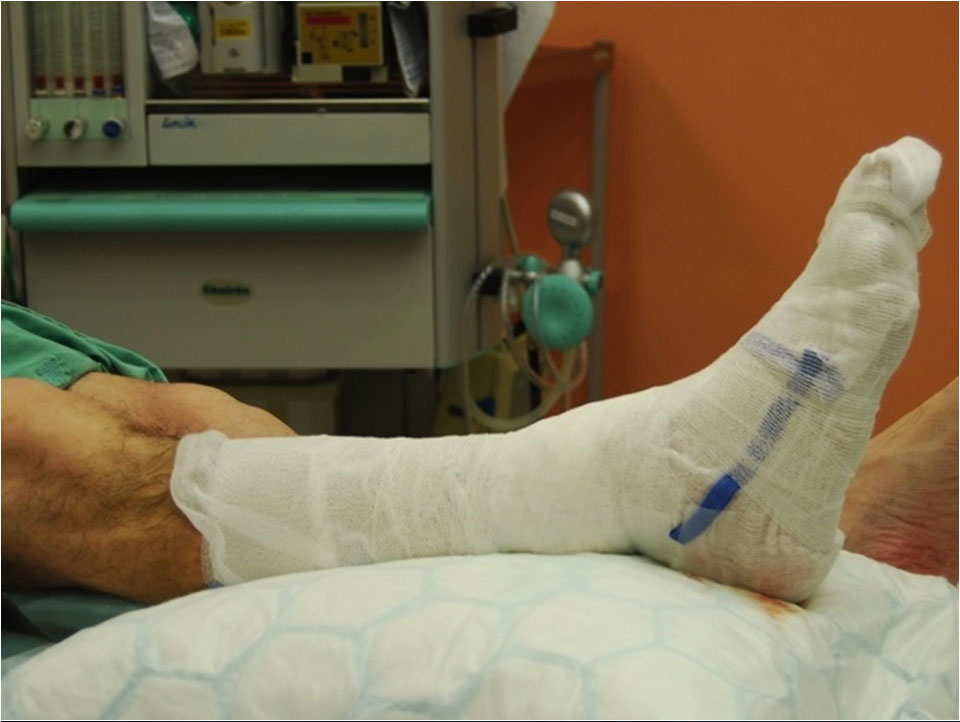
Poté je končetina zabandážována.

## Stanovisko odborné společnosti
V dubnu 2015 vydalo předsednictvo České lékařské společnosti Jana Evangelisty Purkyně stanovisko k léčbě kmenovými buňkami pro nemocné s ohrožením končetiny při kritické končetinové ischémii a diabetické noze. Podle tohoto stanoviska jsou doposud publikované výsledky málo přesvědčivé a metoda nadále zůstává metodou experimentální. Použití této metody mimo rámec klinického výzkumu pokládá předsednictvo za postup non lege artis.